# Renato Cedeño
Renato Cedeño (Manta (Ecuador), Ecuador, 13 de julio de 1987) es un futbolista ecuatoriano que juega de mediocampista en el Asociación Deportiva San Carlos de la Primera División de Costa Rica.

## Clubes
| Club                                     | País               | Año        |
| ---------------------------------------- | ------------------ | ---------- |
| Manta FC                                 | Ecuador            | 2002-2006  |
| Peñarol Chone                            | Ecuador            | 2006       |
| Manta FC                                 | Ecuador            | 2007-2008  |
| Águilas                                  | Ecuador            | 2009       |
| Atlético Audaz                           | Ecuador            | 2010       |
| Grecia de Chone                          | Ecuador            | 2011       |
| Fuerza Amarilla SC                       | Ecuador            | 2012       |
| Imbabura SC                              | Ecuador            | 2012       |
| River Ecuador                            | Ecuador            | 2013       |
| Delfín SC                                | Ecuador            | 2014       |
| Manta FC Asociación Deportiva San Carlos | Ecuador Costa Rica | 2015- 2016 |

## Palmarés

### Campeonatos nacionales
| Título             | Club     | País    | Año  |
| ------------------ | -------- | ------- | ---- |
| Serie B de Ecuador | Manta FC | Ecuador | 2008 |